# 荀昌五
荀昌五（1906年—1997年7月27日），男，直隶（今河北）曲阳人，中华人民共和国政治人物。

## 生平
早年担任晋察冀边区人民武装抗日委员会主任、人民武装部副部长，中共正定县委书记。1949年后，历任华北人民革命大学教务主任，华北行政委员会农林局副局长。后担任中华人民共和国林业部林产工业司司长、部长助理、副部长。